# سبيدي كلاكستون
سبيدي كلاكستون (بالإنجليزية: Speedy Claxton)‏ مواليد 8 مايو 1978 في قرية همبستيد، هو لاعب كرة سلة أمريكي سابق تحول إلى التدريب بعد الاعتزال بدأ مسيرته الاحترافية في سنة 2000. يبلغ طوله 5 قدم 11 بوصة (1.8 م). اعتزل اللعب في 2010.

## فرق لعب لها
- فيلادلفيا سفنتي سيكسرز
- سان أنطونيو سبرز
- غولدن ستايت ووريورز
- نيو أورلينز بيليكانز
- أتلانتا هوكس

## روابط خارجية
- سبيدي كلاكستون على موقع إن بي أي (الإنجليزية)
- سبيدي كلاكستون على موقع سبورتس رفرنس (الإنجليزية)
- سبيدي كلاكستون على موقع كرة السلة الأوروبية.كوم (الإنجليزية)
- سبيدي كلاكستون على موقع كلية كرة السلة في سبورتس رفرنس.كوم (الإنجليزية)
- سبيدي كلاكستون على موقع ريلجم (الإنجليزية)
- سبيدي كلاكستون على موقع بروبوليرز (الإنجليزية)